# 余笛
余笛（1981年11月23日—），中国大陆流行美声歌手，上海戏剧学院声乐教师。師承中國聲樂家溫可錚。

## 生平

### 早年生活
余笛出生于四川自贡。 由于父母都热爱文化艺术，从小就接触到各种流行音乐和乐器。 父亲在自贡市大安区文化馆音乐工作，而且会吹笛子，给了儿子取名为“笛”。 在父母的鼓励下当过文艺兵，是北京军区某军乐队的鼓手。被选入为新中国成立五十周年国庆大典而组建的联合军乐团，站位小军鼓方队第一排第一人，1999年在国庆阅兵演奏。 在2000年尾退伍回家乡。退伍一年后，就考上了上海音乐学院。

### 事业
2007年，与姚铮，柴铭君，陈雪栋成立了自己第一个组合“绝妙男声（Perfect Vocal of Men）”，推广流行美声。当时有不少人不知道什么是“流行美声”并且兼职人不受欢迎。 因此“绝妙男生”被解散。在专业和总分第一名的成绩考入上音研究生部，在2009年毕业于硕士。 2012年，因为参加比赛获得CNIPAL全额奖学金得到了在法国留学的机会。
2014年初，与上海师范大学声乐教师宋罡、上海大学声乐教师王志达组建中国首个流行美声组合“力量之声”(Vocal Force)。 2018年10月，以男中音演唱成员身份参加湖南卫视声乐节目《声入人心》第一季。2019年，参加江苏卫视《蒙面唱将猜猜猜》第四季，跨界出演音乐剧《FLAME火焰》。

## 個人生活
在《声入人心》最后一期，演唱《教父》主题曲《柔声倾诉》，将此曲献给妻子陈辰，是首次公开两人的关系。 在2020年8月，生了女儿。